# تیو دی گلیکول
تیو دی گلیکول (به انگلیسی: Thiodiglycol) با فرمول شیمیایی C4H10O2S یک ترکیب شیمیایی با شناسه پاب‌کم 5447 است. که جرم مولی آن 122.19 g/mol می‌باشد. شکل ظاهری این ترکیب، مایع شفاف زرد کمرنگ است.